# Arthroleptis anotis
Espèce
Statut de conservation UICN

 DD  : Données insuffisantes
Arthroleptis anotis est une espèce d'amphibiens de la famille des Arthroleptidae.

## Répartition
Cette espèce est endémique des monts Pare méridionaux en Tanzanie. Elle se rencontre vers 1 900 m d'altitude.

## Publication originale
- Loader, Poynton, Lawson, Blackburn & Menegon, 2011 : Herpetofauna of Montane Areas of Tanzania. 3. Amphibian Diversity in the Northwestern Eastern Arc Mountains, with the Description of a New Species of Arthroleptis (Anura: Arthroleptidae). Fieldiana: Life and Earth Sciences, no 4, p. 90-102 (texte intégral).